# Nomascus nasutus
O gibão-negro-cristado-oriental (Nomascus nasutus), também conhecido como gibão-preto-cristado-oriental é uma das 7 espécies de Nomascus. Anteriormente esta espécie continha duas subespécies: Nomascus nasutus nasutus e Nomascus nasutus hainanus, porém esta última foi elevada a espécie de Nomascus, tornando-se Nomascus hainanus. Esta espécie experiênciou um declínio de mais de 80% de sua população ao longo dos últimos 45 anos, devido principalmente à caça e à perda de habitat.